# Maria Benvinda Levy
Maria Benvinda Levy (24 de marzo de 1969) es una política y exjueza mozambiqueña que ejerce como primera ministra del país desde 2025 tras ser nombrada por el presidente Daniel Chapo.

## Biografía
Benvinda Levy fue nombrada Ministra de Justicia por el presidente Armando Guebuza el 11 de marzo de 2008, sucediendo a Esperança Machavela. El nombramiento de Benvinda Levy se produjo como parte de una reorganización del gabinete que también involucró la sustitución de la ministra de Relaciones Exteriores Alcinda Abreu y el ministro de Transporte António Munguambe.
Antes de su nombramiento como primera ministra, Benvinda Levy dirigió el Centro de Formación Jurídica y Judicial y se desempeñó como jueza en el Tribunal de la Ciudad de Maputo.